# Cruithne (planetka)
(3753) Cruithne je blízkozemní planetka, která patří do Atenovy skupiny. Kolem Slunce oběhne jednou za rok, její dráha je však excentričtější než dráha Země. Patří mezi kvazisatelity (v populární literatuře bývá označována jako „druhý měsíc Země“), vůči Zemi se pohybuje po protáhlé dráze ledvinovitého tvaru. Má průměr okolo pěti kilometrů, nejblíže se k Zemi ocitla na patnáct milionů kilometrů (došlo k tomu v roce 1900, další přiblížení nastane v roce 2285).
Planetku objevil 10. října 1986 na Observatoři Siding Spring v Austrálii Duncan Waldron. Dostala název Cruithne podle keltského označení původních obyvatel Irska.